# Guilhem de la Tor
Guilhem de la Tor (fl....1216-1233...) fou un trobador occità que va desenvolupar la seva activitat literària a Itàlia (en occità). Se'n conserven catorze composicions.

## Vida
Segons la seva vida, Guilhem de la Tor era originari del Perigord. "La Tor" pot referir-se a un castell desaparegut de la localitat de La Tor-Blancha (Dordonya). La primera composició datable sembla La Treva entre 1216 i 1220. La cançó on elogia Giovanna d'Este (236,2 Canson ab gais motz plazens) és la que es pot datar més tard, el 1233.
Les seves composicions no es poden considerar d'un gran valor literari. Té un interès històric i social l'anomenada La Treva (236,5a Pos n'Aimerics a fait far mesclança e batailla), on elogia les dames i pretén fer les paus en una disputa entre Selvaggia i Beatrice di Oramala, filles de Conrad Malaspina, que es disputarien sobre qui era més cortès. Aquesta poesia seria una continuació d'una poesia d'Aimeric de Peguilhan (al·ludit en el primer vers), no conservada.
També té interès la vida, on explica la història (no real) de l'amor per la seva dona, dona d'un barber que hauria raptat i dut a Como. En morir la dama, Guilhem embogí i anà cada dia durant deu dies a la tomba a parlar i besar i abraçar la seva dona demanant-li que li parlés. Després de buscar un mag que li oferís una solució per ressuscitar-la, quan la solució que li havia ofert un xarlatà no donà resultats, es va deixar morir. El redactor de la vida es podria haver inspirat en el partimen amb Sordel on es planteja si seria millor morir o continuar vivint després que morís l'amada (236,012 = 437,38 Uns amics et un' amia). Una de les dames que hauria de jutjar sobre aquest tema és Cuniza da Romano; el text seria anterior a 1226, quan Sordello raptà aquesta dama.
Guilhem tenia simpaties pels gibel·lins. En el sirventès contra Ponzio Amato di Cremona, güelf i podestà de diverses ciutats, deforma el seu nom occità (Ponç Amat de Cremona) en Porc Armat de Cremona.

## Obra

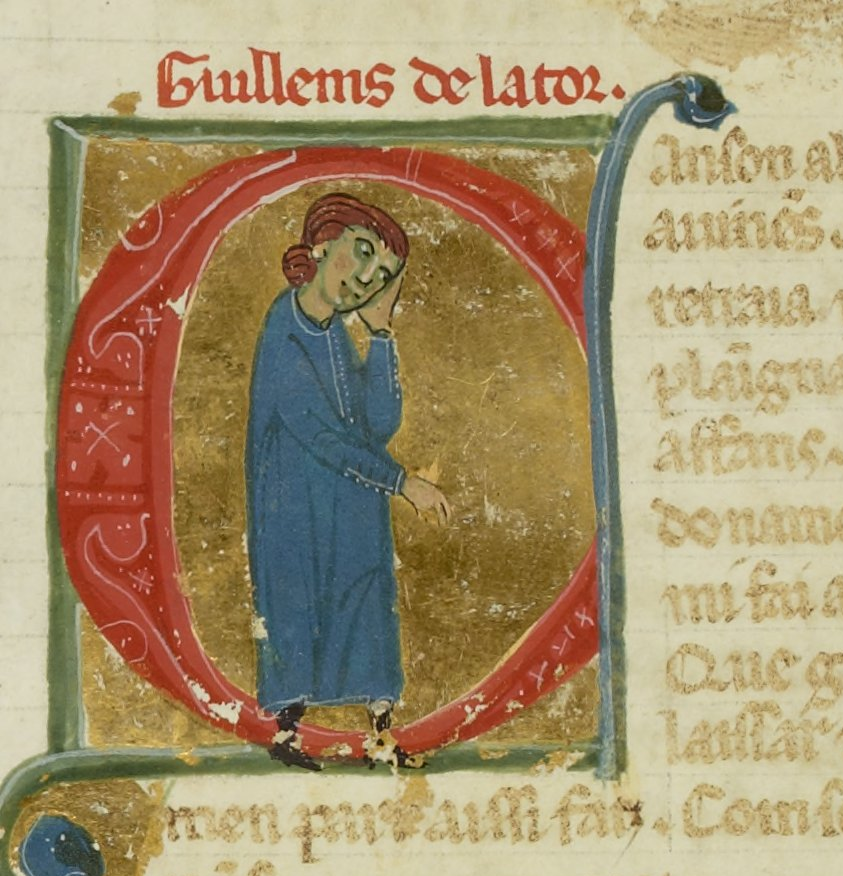
BnF ms. 854 fol. 131v; cançoner I

Se'n conserven catorze composicions: vuit cançons, un descort, dos sirventesos, dos debats i La Treva.

### Cançons
- (236,1)[3] Bona ventura mi veigna
- (236,2) Canson ab gais motz plazens
- (236,4) Ges cil que·s blasmon d'amor
- (236,5) Plus qe las domnas, q’eu aug dir
- (236,5a) Pos n'Aimerics a fait far mesclança e batailla (La Treva)
- (236,6) Quant hom regna vas cellui falsament
- (236,7) Qui sap, sofrent, esperar
- (236,9) Si mos fis cors fos de fer
- (236,10) Una, doas, tres e quatre

### Partiments
- (236,8 = 250,1) Seigner n'Imbertz, digatz vostr’escienssa (partimen amb un personatge no plenament identificat però que podria ser Uberto II di Biandrate)[4]
- (236,12 = 437,38) Uns amics et un' amia (partimen amb Sordello)

### Sirventesos
- (236,3) De saint Martin me clam a saint Andreu (sirventès contra els rics malvats)
- (236,11) Un sirventes farai d'una trista persona (sirventès contra Ponzio Amato di Cremona)

### Descort
- (236,3a) En vos ai […] mesa

### Edicions
- Negri, Antonella. Le liriche del trovatore Guilhem de la Tor, Rubbettino Editore, 2006

### Repertoris
- Guido Favati (editor), Le biografie trovadoriche, testi provenzali dei secc. XIII e XIV, Bologna, Palmaverde, 1961, pàg. 324
- Martí de Riquer, Vidas y retratos de trovadores. Textos y miniaturas del siglo XIII, Barcelona, Círculo de Lectores, 1995 p. 120-122 [Reproducció de la vida, amb traducció a l'espanyol, i miniatures dels cançoners I i K]
- Alfred Pillet / Henry Carstens, Bibliographie der Troubadours von Dr. Alfred Pillet […] ergänzt, weitergeführt und herausgegeben von Dr. Henry Carstens. Halle : Niemeyer, 1933 [Guilhem de la Tor és el número PC 236]